# ゴーストフェイス・キラー
ゴーストフェイス・キラー（英:Ghostface Killah、本名：デニス・コールズ、英：Dennis Coles、1970年5月9日 - ）は、アメリカ合衆国のラッパー。ニューヨーク州ニューヨーク市スタテンアイランド区出身。ウータン・クランの一員である。別名、トニー・スタークス。ゴーストフェイス・キラーの名前は、1979年の映画『The Mystery of Chess Boxing』に登場する悪役に由来する。
1990年代にウータン・クランが商業的な成果を収めた後、彼は他のメンバー同様、ソロ活動の展開も開始し、大きな売り上げを達成した。

## ディスコグラフィー
- Ironman(1996年)

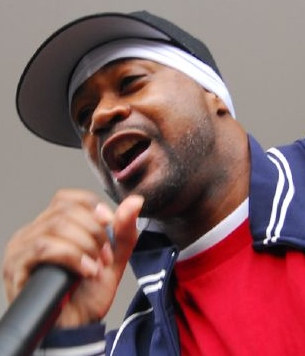
ゴーストフェイス・キラー

- Supreme Clientele(2000)
- Bulletproof Wallets(2001)
- The Pretty Toney Album(2004)
- Fishscale(2006)
- More Fish(2006)
- The Big Doe Rehab(2007)
- The Wizard of Poetry(2009)